# Caso "Vivi Down vs. Google"
Il caso "Google vs. Vivi Down" si riferisce a un procedimento penale intentato da Vivi Down (Associazione Italiana per la Ricerca Scientifica e la Tutela della Persona con sindrome di Down) che ha visto imputati 4 manager della società Google Inc. È stata una delle prime cause in Italia riguardante il cyberbullismo e le responsabilità di controllo dei contenuti da parte dei gestori di siti internet.
La sentenza della Corte di Cassazione ha stabilito la non responsabilità degli host provider (provider che consentono agli utenti una memorizzazione di informazioni) riguardo ai contenuti pubblicati dagli utenti nel caso si attivino senza indugio a fronte di segnalazioni, e l'assenza di un obbligo generale di sorveglianza.

## Storia
La vicenda ha inizio nel 2006 quando su Google Video viene pubblicato il video che mostra alcuni ragazzini in un edificio scolastico umiliare un compagno affetto dalla sindrome di Down e insultare l'associazione Vivi Down.
Il video in questione viene rimosso due mesi dopo in seguito a numerose segnalazione di utenti e dopo la richiesta della polizia postale.
Nei confronti dei manager di Google sono state rivolte le accuse di non aver impedito il delitto di diffamazione verso il minore e l'associazione e di aver trattato illecitamente dati personali riguardanti lo stato di salute del ragazzo.

## Sentenze

### Sentenza di primo grado
Il Tribunale di Milano ha dichiarato assolti i manager di Google Italia srl dal concorso omissivo del delitto di diffamazione in quanto non sussiste l'obbligo di prevenire i reati dei propri utenti ma ritenne che ci fossero gli estremi per l'accusa di trattamento illecito di dati personali  (di cui all'art. 167 D.Lgs. 196/2003) in quanto il provider non aveva provveduto a informare preventivamente i propri utenti riguardo agli obblighi nei confronti della trattazione dei dati personali.

### Sentenza in Appello
La Corte d'Appello ha confermato l'assoluzione riguardo al concorso del delitto di diffamazione e assolto i manager anche per la seconda accusa sostenendo che il provider offrendo il servizio di upload beneficia di limitazioni di responsabilità previste dagli artt. 16 e 17 del D.Lgs. 70/2003.

### Sentenza in Cassazione
La procura generale ha fatto ricorso in Corte di Cassazione con le seguenti ragioni: a. Google avrebbe inequivocabilmente effettuato il trattamento dei dati personali del minore disabile ripreso nel video, in linea con quanto previsto dall'art. 4, comma 1, lett. A, D.Lgs. 196/2003 - ai sensi del quale tale attività è definita come “...qualunque operazione o complesso di operazioni, effettuati anche senza l'ausilio di strumenti elettronici, concernenti la raccolta, la registrazione,l'organizzazione, la conservazione, la consultazione, l'elaborazione, la modificazione, la selezione, l'estrazione, ilraffronto, l'utilizzo, l'interconnessione, il blocco, la comunicazione, la diffusione, la cancellazione e la distruzione didati, anche se non registrati in una banca di dati;...” - non curandosi, peraltro,del divieto assoluto di diffondere dati idonei a rivelare lo stato di salute della persona, ex art. 26 comma 2, Codice della privacy; b. Google non potrebbe beneficiare delle previsioni di cui agli artt. 16 e 17 del D.Lgs. 70/2003, stante quanto disposto dall'art. 1, comma 2, lett. b, D.Lgs. 70/2003 che escluderebbe l'applicabilità della normativa sul commercio elettronico alle questioni relative al trattamento di dati personali; c. Google non si era limitata ad offrire un mero spazio per l'upload di video, eseguendo in realtà attività di indicizzazione e catalogazione del materiale caricato in qualità di host provider "attivo", figura che, secondo la pubblica accusa, non rientrerebbe in ogni caso nel campo di applicazione del citato art. 16. d. pur emergendo chiaramente dal tenore letterale dell'art. 167 del Codice della privacy la necessità che la condotta del reo, ai fini della configurabilità del reato de quo, sia caratterizzata dalla finalità di ottenere un profitto, è sufficiente che il lucro sia perseguito e non effettivamente percepito. Gli imputati, in sostanza, avrebbero serbato una volontaria disattenzione sui contenuti del video, in modo tale da riuscire ad ottenere dalla sua permanenza in rete, anche solo eventualmente, un introito economico attraverso l'inserimento di link pubblicitari.
La Corte Suprema ha però rigettato ogni accusa ritenendo che Google non abbia nessun dovere di sorveglianza sui contenuti pubblicati dagli utenti secondo l'art. 17 del D.Lgs 70/2003, che non fosse a conoscenza dell'illecito e che abbia subito collaborato con le autorità competenti rimuovendo il video.